# Llista d'espècies de saltícids (V-Z)
Llista de les espècies de saltícids per ordre alfabètic, de la lletra V a la Z, descrites fins al 23 de maig del 2006.
- Per a les llistes d'espècies amb les altres lletres de l'alfabet, aneu a l'article principal: Llista d'espècies de saltícids.
- Per a la llista de tots els gèneres vegeu l'article Llista de gèneres de saltícids.

| Directori V W X Y Z |

## V

### Vailima
Vailima Peckham i Peckham, 1907
- Vailima masinei Peckham i Peckham, 1907 (Borneo)

### Vatovia
Vatovia Caporiacco, 1940
- Vatovia albosignata Caporiacco, 1940 (Etiòpia)

### Veissella
Veissella Wanless, 1984
- Veissella durbani (Peckham i Peckham, 1903) (Sud-àfrica)

### Viciria
Viciria Thorell, 1877
- Viciria alba Peckham i Peckham, 1903 (Sud-àfrica)
- Viciria albocincta Thorell, 1899 (Camerun, Gabon)
- Viciria albolimbata Simon, 1885 (Sumatra)
- Viciria arrogans Peckham i Peckham, 1907 (Borneo)
- Viciria besanconi Berland i Millot, 1941 (Guinea)
- Viciria chabanaudi Fage, 1923 (Àfrica occidental)
- Viciria chrysophaea Simon, 1903 (Gabon)
- Viciria concolor Peckham i Peckham, 1907 (Borneo)
- Viciria detrita Strand, 1922 (Sumatra)
- Viciria diademata Simon, 1902 (Índia)
- Viciria diatreta Simon, 1902 (Índia)
- Viciria epileuca Simon, 1903 (Gabon)
- Viciria equestris Simon, 1903 (Gabon)
  - Viciria equestris pallida Berland i Millot, 1941 (Costa d'Ivori)
- Viciria flavipes Peckham i Peckham, 1903 (Sud-àfrica)
- Viciria flavolimbata Simon, 1910 (Guinea-Bissau)
- Viciria fuscimana Simon, 1903 (Àfrica occidental)
- Viciria longiuscula Thorell, 1899 (Camerun)
- Viciria lucida Peckham i Peckham, 1907 (Borneo)
- Viciria minima Reimoser, 1934 (Índia)
- Viciria miranda Peckham i Peckham, 1907 (Borneo)
- Viciria moesta Peckham i Peckham, 1907 (Borneo)
- Viciria mondoni Berland i Millot, 1941 (Costa d'Ivori)
- Viciria monodi Berland i Millot, 1941 (Costa d'Ivori)
- Viciria morigera Peckham i Peckham, 1903 (Sud-àfrica)
- Viciria mustela Simon, 1902 (Est Sud-àfrica)
- Viciria niveimana Simon, 1902 (Àfrica occidental)
- Viciria ocellata (Thorell, 1899) (Àfrica occidental, Bioko)
- Viciria pallens Thorell, 1877 (Sulawesi)
- Viciria paludosa Peckham i Peckham, 1907 (Borneo)
- Viciria pavesii Thorell, 1877 (Sulawesi)
- Viciria peckhamorum Lessert, 1927 (Guinea, Congo)
- Viciria petulans Peckham i Peckham, 1907 (Borneo)
- Viciria polysticta Simon, 1902 (Sri Lanka)
- Viciria praemandibularis (Hasselt, 1893) (Singapur fins a Sulawesi)
- Viciria prenanti Berland i Millot, 1941 (Costa d'Ivori)
- Viciria rhinoceros Hasselt, 1894 (Sulawesi)
- Viciria scintillans Simon, 1910 (Àfrica occidental)
- Viciria semicoccinea Simon, 1902 (Java)
- Viciria tergina Simon, 1903 (Guinea Equatorial)
- Viciria thoracica Thorell, 1899 (Camerun)

### Vinnius
Vinnius Simon, 1902
- Vinnius buzius Braul i Lise, 2002 (Brasil)
- Vinnius camacan Braul i Lise, 2002 (Brasil)
- Vinnius subfasciatus (C. L. Koch, 1846) (Brasil)
- Vinnius uncatus Simon, 1902 (Brasil, Argentina)

### Viroqua
Viroqua Peckham i Peckham, 1901
- Viroqua ultima (L. Koch, 1881) (Austràlia)

## W

### Wallaba
Wallaba Mello-Leitão, 1940
- Wallaba albopalpis (Peckham i Peckham, 1901) (Jamaica)
- Wallaba decora Bryant, 1943 (Hispaniola)
- Wallaba metallica Mello-Leitão, 1940 (Guyana)

### Wanlessia
Wanlessia Wijesinghe, 1992
- Wanlessia denticulata Peng, Tso i Li, 2002 (Taiwan)
- Wanlessia sedgwicki Wijesinghe, 1992 (Borneo)

### Wedoquella
Wedoquella Galiano, 1984
- Wedoquella denticulata Galiano, 1984 (Argentina)
- Wedoquella macrothecata Galiano, 1984 (Argentina)
- Wedoquella punctata (Tullgren, 1905) (Bolívia, Paraguai, Argentina)

### Xenocytaea
Xenocytaea Berry, Beatty i Prószynski, 1998
- Xenocytaea anomala Berry, Beatty i Prószynski, 1998 (Illes Carolina)
- Xenocytaea daviesae Berry, Beatty i Prószynski, 1998 (Fiji)
- Xenocytaea maddisoni Berry, Beatty i Prószynski, 1998 (Fiji)
- Xenocytaea triramosa Berry, Beatty i Prószynski, 1998 (Fiji)
- Xenocytaea zabkai Berry, Beatty i Prószynski, 1998 (Fiji)

## X

### Xuriella
Xuriella Wesolowska i Russell-Smith, 2000
- Xuriella prima Wesolowska i Russell-Smith, 2000 (Tanzània)

## Y

### Yacuitella
Yacuitella Galiano, 1999
- Yacuitella nana Galiano, 1999 (Argentina)

### Yaginumaella
Yaginumaella Prószynski, 1979
- Yaginumaella badongensis Song i Chai, 1992 (Xina)
- Yaginumaella bhutanica Zabka, 1981 (Bhutan)
- Yaginumaella bilaguncula Xie i Peng, 1995 (Xina)
- Yaginumaella cambridgei Zabka, 1981 (Bhutan)
- Yaginumaella flexa Song i Chai, 1992 (Xina)
- Yaginumaella gogonaica Zabka, 1981 (Bhutan)
- Yaginumaella helvetorum Zabka, 1981 (Bhutan)
- Yaginumaella hybrida Zabka, 1981 (Bhutan)
- Yaginumaella hyogoensis Bohdanowicz i Prószynski, 1987 (Japó)
- Yaginumaella incognita Zabka, 1981 (Bhutan)
- Yaginumaella intermedia Zabka, 1981 (Bhutan)
- Yaginumaella lobata Peng, Tso i Li, 2002 (Taiwan)
- Yaginumaella longnanensis Yang, Tang i Kim, 1997 (Xina)
- Yaginumaella medvedevi Prószynski, 1979 (Rússia, Xina, Corea)
- Yaginumaella montana Zabka, 1981 (Xina, Bhutan)
- Yaginumaella nanyuensis Xie i Peng, 1995 (Xina)
- Yaginumaella nepalica Zabka, 1980 (Xina, Nepal)
- Yaginumaella nobilis Zabka, 1981 (Bhutan)
- Yaginumaella nova Zabka, 1981 (Bhutan)
- Yaginumaella orientalis Zabka, 1981 (Bhutan)
- Yaginumaella originalis Zabka, 1981 (Birmània)
- Yaginumaella pilosa Zabka, 1981 (Bhutan)
- Yaginumaella senchalensis Prószynski, 1992 (Índia)
- Yaginumaella silvatica Zabka, 1981 (Bhutan)
- Yaginumaella simoni Zabka, 1981 (Bhutan)
- Yaginumaella stemmleri Zabka, 1981 (Bhutan)
- Yaginumaella strandi Zabka, 1981 (Bhutan)
- Yaginumaella striatipes (Grube, 1861) (Rússia, Japó)
- Yaginumaella supina Zabka, 1981 (Bhutan)
- Yaginumaella tenella Zabka, 1981 (Bhutan)
- Yaginumaella tenzingi Zabka, 1980 (Nepal)
- Yaginumaella thakkholaica Zabka, 1980 (Xina, Nepal)
- Yaginumaella thimphuica Zabka, 1981 (Bhutan)
- Yaginumaella urbanii Zabka, 1981 (Bhutan)
- Yaginumaella variformis Song i Chai, 1992 (Xina)
- Yaginumaella versicolor Zabka, 1981 (Bhutan)
- Yaginumaella wangdica Zabka, 1981 (Bhutan)
- Yaginumaella wuermli Zabka, 1981 (Bhutan, Xina)

### Yaginumanis
Yaginumanis Wanless, 1984
- Yaginumanis cheni Peng i Li, 2002 (Xina)
- Yaginumanis sexdentatus (Yaginuma, 1967) (Japó)

### Yepoella
Yepoella Galiano, 1970
- Yepoella crassistylis Galiano, 1970 (Argentina)

### Yllenus
Yllenus Simon, 1868
- Yllenus albifrons (Lucas, 1846) (Nord d'Àfrica, Pròxim Orient)
- Yllenus albocinctus (Kroneberg, 1875) (Turquia fins a la Xina)
- Yllenus algarvensis Logunov i Marusik, 2003 (Portugal)
- Yllenus aralicus Logunov i Marusik, 2003 (Azerbaidjan, Turkmenistan)
- Yllenus arenarius Menge, 1868 (Central, Europa de l'Est)
- Yllenus auriceps (Denis, 1966) (Líbia)
- Yllenus auspex (O. P.-Cambridge, 1885) (Mongòlia, Xina)
- Yllenus bactrianus Andreeva, 1976 (Tadjikistan)
- Yllenus bajan Prószynski, 1968 (Mongòlia, Xina)
- Yllenus bakanas Logunov i Marusik, 2003 (Kazakhstan)
- Yllenus baltistanus Caporiacco, 1935 (Índia)
- Yllenus bator Prószynski, 1968 (Mongòlia, Xina)
- Yllenus bucharensis Logunov i Marusik, 2003 (Uzbekistan)
- Yllenus caspicus Ponomarev, 1978 (Rússia, Azerbaidjan, Turkmenistan)
- Yllenus charynensis Logunov i Marusik, 2003 (Kazakhstan)
- Yllenus coreanus Prószynski, 1968 (Rússia, Àsia central, Corea, Mongòlia)
- Yllenus dalaensis Logunov i Marusik, 2003 (Kazakhstan)
- Yllenus desertus Wesolowska, 1991 (Mongòlia)
- Yllenus dunini Logunov i Marusik, 2003 (Azerbaidjan, Kazakhstan)
- Yllenus erzinensis Logunov i Marusik, 2003 (Rússia, Mongòlia)
- Yllenus flavociliatus Simon, 1895 (Rússia, Àsia central, Mongòlia, Xina)
- Yllenus gajdosi Logunov i Marusik, 2000 (Mongòlia)
- Yllenus gavdos Logunov i Marusik, 2003 (Illes Canàries, Espanya, Creta)
- Yllenus guseinovi Logunov i Marusik, 2003 (Azerbaidjan, Kazakhstan, Turkmenistan)
- Yllenus halugim Logunov i Marusik, 2003 (Israel)
- Yllenus hamifer Simon, 1895 (Mongòlia)
- Yllenus horvathi Chyzer, 1891 (Hongria, Bulgària, Romania, Ucraïna)
- Yllenus improcerus Wesolowska i van Harten, 1994 (Iemen)
- Yllenus kalkamanicus Logunov i Marusik, 2000 (Kazakhstan)
- Yllenus karakumensis Logunov i Marusik, 2003 (Turkmenistan)
- Yllenus karnai Logunov i Marusik, 2003 (Índia)
- Yllenus knappi Wesolowska i van Harten, 1994 (Sudan, Iemen)
- Yllenus kononenkoi Logunov i Marusik, 2003 (Kirguizstan)
- Yllenus kotchevnik Logunov i Marusik, 2003 (Turkmenistan)
- Yllenus kulczynskii Punda, 1975 (Mongòlia)
- Yllenus lyachovi Logunov i Marusik, 2000 (Kazakhstan)
- Yllenus maoniuensis (Liu, Wang i Peng, 1991) (Xina)
- Yllenus marusiki Logunov, 1993 (Mongòlia)
- Yllenus mirabilis Logunov i Marusik, 2003 (Uzbekistan, Turkmenistan)
- Yllenus mirandus Wesolowska, 1996 (Turkmenistan)
- Yllenus mongolicus Prószynski, 1968 (Rússia, Àsia central, Mongòlia)
- Yllenus murgabicus Logunov i Marusik, 2003 (Tadjikistan)
- Yllenus namulinensis Hu, 2001 (Xina)
- Yllenus nigritarsis Logunov i Marusik, 2003 (Turkmenistan)
- Yllenus nurataus Logunov i Marusik, 2003 (Uzbekistan)
- Yllenus pamiricus Logunov i Marusik, 2003 (Tadjikistan)
- Yllenus pavlenkoae Logunov i Marusik, 2003 (Kazakhstan)
- Yllenus pseudobajan Logunov i Marusik, 2003 (Xina)
- Yllenus pseudovalidus Logunov i Marusik, 2003 (Kazakhstan, Turkmenistan)
- Yllenus ranunculus Thorell, 1875 (Algèria)
- Yllenus robustior Prószynski, 1968 (Xina)
- Yllenus rotundiorificus Logunov i Marusik, 2000 (Mongòlia)
- Yllenus saliens O. P.-Cambridge, 1876 (Nord d'Àfrica, Aràbia Saudí, Iemen)
- Yllenus salsicola (Simon, 1937) (França fins a Israel)
- Yllenus shakhsenem Logunov i Marusik, 2003 (Turkmenistan)
- Yllenus skalanicus Dobroruka, 2002 (Creta)
- Yllenus squamifer (Simon, 1881) (Portugal, Espanya)
- Yllenus tamdybulak Logunov i Marusik, 2003 (Uzbekistan)
- Yllenus tschoni (Caporiacco, 1936) (Líbia, Iemen, Israel)
- Yllenus turkestanicus Logunov i Marusik, 2003 (Àsia central)
- Yllenus tuvinicus Logunov i Marusik, 2000 (Rússia)
- Yllenus uiguricus Logunov i Marusik, 2003 (Kazakhstan)
- Yllenus univittatus (Simon, 1871) (França, possiblement Turkmenistan)
- Yllenus uzbekistanicus Logunov i Marusik, 2003 (Uzbekistan, Turkmenistan)
- Yllenus validus (Simon, 1889) (Àsia central fins a Mongòlia)
- Yllenus vittatus Thorell, 1875 (Europa de l'Est fins a Kazakhstan)
- Yllenus zhilgaensis Logunov i Marusik, 2003 (Kazakhstan)
- Yllenus zyuzini Logunov i Marusik, 2003 (Kazakhstan, Turkmenistan)

### Yogetor
Yogetor Wesolowska i Russell-Smith, 2000
- Yogetor bellus Wesolowska i Russell-Smith, 2000 (Tanzània)

## Z

### Zebraplatys
Zebraplatys Zabka, 1992
- Zebraplatys bulbus Peng, Tso i Li, 2002 (Taiwan)
- Zebraplatys fractivittata (Simon, 1909) (Austràlia Occidental)
- Zebraplatys harveyi Zabka, 1992 (Sud d'Austràlia fins a Nova Gal·les del Sud)
- Zebraplatys keyserlingi Zabka, 1992 (Austràlia Occidental)
- Zebraplatys quinquecingulata (Simon, 1909) (Austràlia Occidental)

### Zenodorus
Zenodorus Peckham i Peckham, 1886
- Zenodorus albertisi (Thorell, 1881) (Moluques fins a Queensland)
- Zenodorus arcipluvii (Peckham i Peckham, 1901) (Noves Hèbrides, Austràlia)
- Zenodorus asper (Karsch, 1878) (Nova Gal·les del Sud, Nova Caledònia)
- Zenodorus danae Hogg, 1915 (Nova Guinea)
- Zenodorus durvillei (Walckenaer, 1837) (Nova Guinea, Austràlia)
- Zenodorus formosus (Rainbow, 1899) (Illes Salomó)
- Zenodorus jucundus (Rainbow, 1912) (Queensland)
- Zenodorus juliae (Thorell, 1881) (Nova Guinea)
- Zenodorus lepidus (Guérin, 1834) (Nova Guinea)
- Zenodorus marginatus (Simon, 1902) (Queensland)
- Zenodorus metallescens (L. Koch, 1879) (Queensland, Nova Guinea)
- Zenodorus microphthalmus (L. Koch, 1881) (illes del Pacífic)
- Zenodorus niger (Karsch, 1878) (Nova Gal·les del Sud)
- Zenodorus obscurofemoratus (Keyserling, 1883) (Nova Gal·les del Sud)
- Zenodorus orbiculatus (Keyserling, 1881) (Queensland, Nova Gal·les del Sud)
- Zenodorus ponapensis Berry, Beatty i Prószynski, 1996 (Illes Carolina)
- Zenodorus pupulus (Thorell, 1881) (Queensland)
- Zenodorus pusillus (Strand, 1913) (Samoa, Tahití)
- Zenodorus rhodopae Hogg, 1915 (Nova Guinea)
- Zenodorus syrinx Hogg, 1915 (Nova Guinea)
- Zenodorus variatus Pocock, 1899 (Illes Salomó)
- Zenodorus varicans (Thorell, 1881) (Queensland)
- Zenodorus wangillus Strand, 1911 (Illes Aru)

### Zeuxippus
Zeuxippus Thorell, 1891
- Zeuxippus atellanus Thorell, 1895 (Birmània)
- Zeuxippus histrio Thorell, 1891 (Índia)
- Zeuxippus pallidus Thorell, 1895 (Bangladesh, Birmània, Xina, Vietnam)
- Zeuxippus yunnanensis Peng i Xie, 1995 (Xina)

### Zuniga
Zuniga Peckham i Peckham, 1892
- Zuniga laeta (Peckham i Peckham, 1892) (Brasil)
- Zuniga magna Peckham i Peckham, 1892 (Panamà fins a Brasil)

### Zygoballus
Zygoballus Peckham i Peckham, 1885
- Zygoballus citri Sadana, 1991 (Índia)
- Zygoballus concolor Bryant, 1940 (Cuba)
- Zygoballus electus Chickering, 1946 (Panamà)
- Zygoballus gracilipes Crane, 1945 (Guyana)
- Zygoballus incertus (Banks, 1929) (Panamà)
- Zygoballus iridescens Banks, 1895 (EUA)
- Zygoballus lineatus (Mello-Leitão, 1944) (Argentina)
- Zygoballus maculatipes Petrunkevitch, 1925 (Panamà)
- Zygoballus maculatus F. O. P.-Cambridge, 1901 (Guatemala)
- Zygoballus melloleitaoi Galiano, 1980 (Argentina)
- Zygoballus minutus Peckham i Peckham, 1896 (Guatemala)
- Zygoballus narmadaensis Tikader, 1975 (Índia)
- Zygoballus nervosus (Peckham i Peckham, 1888) (EUA)
- Zygoballus optatus Chickering, 1946 (Panamà)
- Zygoballus pashanensis Tikader, 1975 (Índia)
- Zygoballus quaternus (Walckenaer, 1837) (EUA)
- Zygoballus remotus Peckham i Peckham, 1896 (Guatemala)
- Zygoballus rufipes Peckham i Peckham, 1885 (EUA fins a Panamà)
- Zygoballus sexpunctatus (Hentz, 1845) (EUA)
- Zygoballus suavis Peckham i Peckham, 1895 (Jamaica)
- Zygoballus tibialis F. O. P.-Cambridge, 1901 (Guatemala fins a Panamà)